# Каулінгтон (Оклахома)
Каулінгтон (англ. Cowlington) — місто (англ. town) в США, в окрузі Лефлор штату Оклахома. Населення — 109 осіб (2020).

## Географія
Каулінгтон розташований за координатами 35°18′35″ пн. ш. 94°47′2″ зх. д. / 35.30972° пн. ш. 94.78389° зх. д. (35.309634, -94.783935).  За даними Бюро перепису населення США в 2010 році місто мало площу 2,46 км², з яких 2,45 км² — суходіл та 0,01 км² — водойми.

## Демографія
Згідно з переписом 2010 року, у місті мешкало 155 осіб у 61 домогосподарстві у складі 39 родин. Густота населення становила 63 особи/км².  Було 74 помешкання (30/км²).
Расовий склад населення:
| - 83,9 % — білих - 11,0 % — корінних американців - 1,3 % — чорних або афроамериканців |

До двох чи більше рас належало 3,9 %. Частка іспаномовних становила 1,3 % від усіх жителів.
За віковим діапазоном населення розподілялося таким чином: 26,5 % — особи молодші 18 років, 61,2 % — особи у віці 18—64 років, 12,3 % — особи у віці 65 років та старші. Медіана віку мешканця становила 39,8 року. На 100 осіб жіночої статі у місті припадало 86,7 чоловіків;  на 100 жінок у віці від 18 років та старших — 81,0 чоловіків також старших 18 років.
Середній дохід на одне домашнє господарство  становив 37 302 долари США (медіана — 28 750), а середній дохід на одну сім'ю — 41 488 доларів (медіана — 31 875). За межею бідності перебувало 30,3 % осіб, у тому числі 41,7 % дітей у віці до 18 років та 25,0 % осіб у віці 65 років та старших.
Цивільне працевлаштоване населення становило 54 особи. Основні галузі зайнятості: виробництво — 24,1 %, освіта, охорона здоров'я та соціальна допомога — 18,5 %, роздрібна торгівля — 13,0 %, сільське господарство, лісництво, риболовля — 13,0 %.